# Bataille de la rivière Dafei
La Bataille de la Rivière Dafei a lieu à la mi-670 et oppose les troupes de la dynastie chinoise des Tang à celles de l'Empire du Tibet, pour le contrôle du Bassin du Tarim, ou "Protectorat d'Anxi" pour les Chinois. Elle s'achéve par une victoire écrasante des tibétains.

## Situation avant la bataille
En 669, l'Empire du Tibet envahit et conquiert 18 Zhou ainsi que le royaume Tuyuhun de Qinghai, qui est un vassal et allié important de la dynastie Tang. Pour contrer cette invasion, l'Empereur Tang Gaozong lance une campagne contre le Tibet.

## Déroulement des combats
Le général chinois Xue Rengui reçoit le commandement d'une armée qui, selon les sources Tang, serait forte de 100 000 hommes. Pour l'aider dans sa tâche, il a sous ses ordres les généraux Ashina Daozhen (阿史那道真) et Guo Daifeng (郭待封).
Il part en avant avec le gros des troupes et laisse derrière lui le lent train de bagage qui l'accompagne, sous la protection de 20 000 soldats commandé par Daifeng. Ce dernier doit rester avec ses troupes sur les rives du Lac Qinghai jusqu'à ce que Rengui lui ait envoyé un signal lui indiquant que la zone est sûre. Mais Daifeng, qui a le même rang que Rengui, ne supporte pas d'être sous les ordres de Xue et désobéit en se mettant en marche sans attendre le signal. Il est alors attaqué par les Tibétains, qui capturent le train de bagage des Chinois. Isolé et privé d'approvisionnements, Xue Rengui est à son tour attaqué par une armée ennemie, qui est commandée par le premier ministre tibétain Gar Trinring Tsendro, ou « Lun Qinling » (論欽陵) pour les Chinois. Rengui est vaincu sur les rives de la rivière Dafei (Dafeichuan, 大非川)

## Conséquences
À la suite de cette défaite, les Chinois sont obligés d'accepter un traité de paix très défavorable, qui leur fait perdre totalement le contrôle du bassin du Tarim.